# ポートピリー
ポートピリー（Port Pirie）は、オーストラリアの南オーストラリア州にある都市。人口は1万5343人（2016年）。州都アデレードから229km北、スペンサー湾東岸に位置し、ブロークンヒルで産出した鉱物の精錬、船積み箇所として栄えている。かつては鉄道の町でもあった。

## 歴史
アボリジニ Nuguna 族には Tarparrie として知られる地域であった。1802年、マシュー・フリンダースがこの地域を探検した。1845年に南オーストラリア会社のジョン・ピリー(John Pirie)がこの場所から船でポートリンカーンに向けて羊を運んだことから、ポートピリーと呼ばれるようになった。1840年代後半から入植が始まったが、そのペースはゆっくりで独立した自治体（Municipality）を宣言するのは1876年になってからである。
この町の歴史を大きく変えたのは1889年の精錬所建設である。ブロークンヒルで産出した鉱物を精錬し、船積みするため、鉄道や港湾も整備された。1915年に建造された精錬所は一次精錬施設としては当時世界最大を誇った。1953年にはアデレード地域以外では南オーストラリア州初めてとなる市（City）を宣言した。
現在ジニフェクス（Zinifex）によって精錬所が運営されており、世界最大の亜鉛一次精錬施設を運営しているほか、銅・銀・金などの精錬施設がある。

## 地理

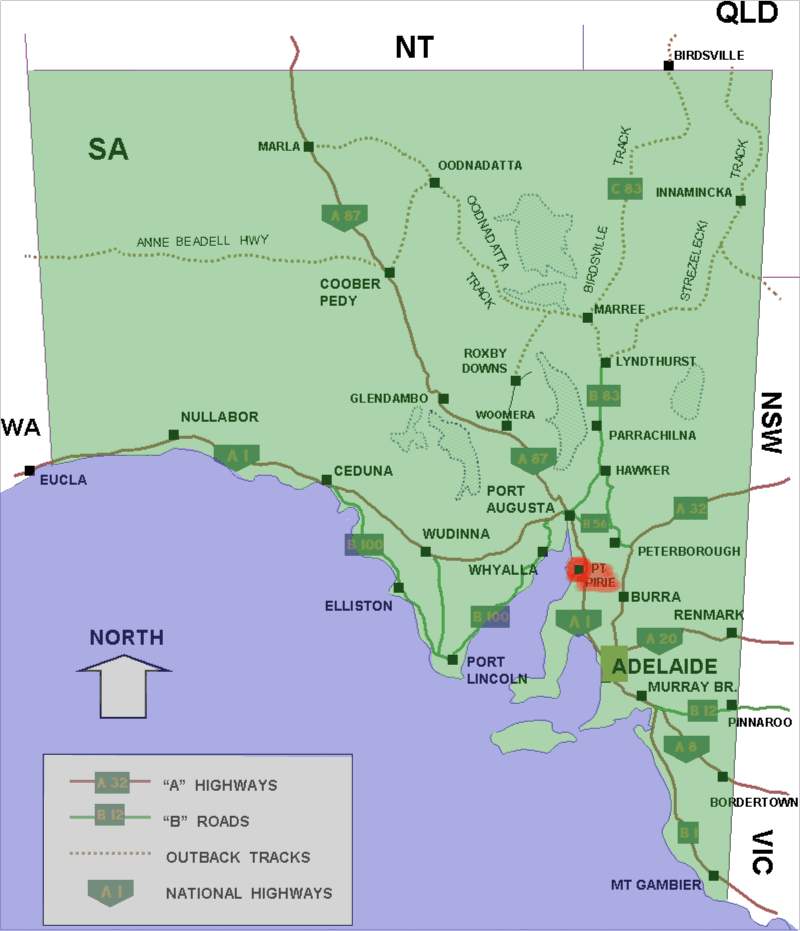
南オーストラリア州内のポートピリーの位置（赤）

スペンサー湾東岸の支湾ジャーメイン湾の南岸に位置する。ポートピリー精錬所気象台（PORT PIRIE ZINIFEX）の標高は海抜4.0m、位置は南緯33.1708、東経138.0104である。なおポートピリー市を含む広範な地域 (面積1761km²) はポートピリー地域郡（Port Pirie Regional Council）の管轄である。

## 気候
ステップ気候で、特に夏の降水量が少ない。
気候の平均*:
- 1月の最高気温 — 31.8°C
- 1月の最低気温 — 17.4°C
- 7月の最高気温 — 16.4°C
- 7月の最低気温 — 7.6°C
- 年間降雨量 — 345.2mm
- 最も雨の多い月 — 6月 41.1mm
- 最も雨の少ない月 — 1月 18.1mm

記録:
- 最高気温 — 46.3°C
- 最低気温 — -1.7°C
- 月間最大降雨量 — 12月 125.0mm
- 月間最小降雨量 — 1、2、3、4、6、11、12月 0.0mm

（*ポートピリー精錬所気象台のデータ（1877年-2004年））

## 交通
アデレード、シドニー、パース方面に向かう鉄道のジャンクションとなっており、かつては3方面とも異なる軌間を採用していたため、ポートピリーで旅客・貨物とも乗り換え・積み替えの必要があった。シドニー方面（ブロークンヒルまで）の狭軌（軌間：1067mm）路線が標準軌に改軌されたのは1969年、アデレード方面の広軌（軌間：1600mm）路線が標準軌に改軌されたのは1982年である。
| 前の駅                            |                          | グレートサザンレールウェイ |                          | 次の駅                    |
| --------------------------------- | ------------------------ | -------------------------- | ------------------------ | ------------------------- |
| ポートオーガスタ(東パース方面 )   | インディアンパシフィック | インディアンパシフィック   | インディアンパシフィック | アデレード(シドニー方面 ) |
| ポートオーガスタ(ダーウィン方面 ) | ザ・ガン                 | ザ・ガン                   | ザ・ガン                 | アデレード終点            |